# Quod licet Iovi, non licet bovi
Quod licet Iovi, non licet bovi je latinska fraza, ki dobesedno pomeni "Kar je zakonito za Jupitra, ni zakonito za vole." V slovenščini rek prevajamo tudi kot "kar je za nunca, to ni za junca". Frazo je prvi zapisal Terencij, dramatik rimske republike, namigoval pa je na bajko, kjer je Jupiter prevzel obliko bika, da bi zapeljal Evropo. Izvirna fraza se je sicer glasila "Aliis si licet, tibi non licet". Današnja različica fraze pa je verjetno prišla v rabo v srednjem veku, največkrat pa se jo prevaja kot "Bogovom je dovoljeno več kot govedu". Namiguje na obstoj dvojnih meril (upravičenih ali ne) in v bistvu pomeni "kar je dovoljeno eni osebi ali skupini, ni dovoljeno vsem:" Frazo se uporablja tudi kot maksimo za pravico zmagovalcev, kjer zmagovalna država po vojni sodi in kaznuje poražence, medtem ko svojih ljudi ne postavi pred sodišče.